# Lewis Grassic Gibbon

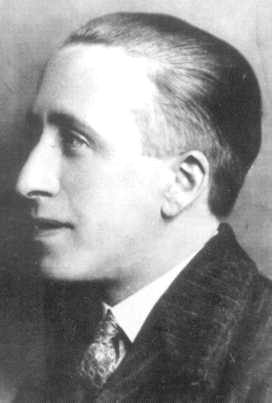
James Leslie Mitchell, auch bekannt unter dem Pseudonym Lewis Grassic Gibbon

James Leslie Mitchell (Pseudonym: Lewis Grassic Gibbon; * 13. Februar 1901 in Hillhead of Segget, Auchterless, Aberdeenshire, Schottland; † 7. Februar 1935 in Welwyn Garden City, Hertfordshire, England) war ein schottischer Schriftsteller.

## Leben
Mitchell wurde 1901 als Sohn von Kätnern in Aberdeenshire geboren und wuchs unter kärglichen Umständen auf dem Land in dem kleinen Dorf Arbuthnott südlich von Aberdeen auf. Die Schulzeit beendete er bereits im Alter von 16 Jahren. Er begann eine Lehre als Reporter. Als Journalist in Aberdeen und für kurze Zeit in Glasgow, beteiligte sich der überzeugte Kommunist an der Gründung des Aberdeener Sowjets im Jahr 1917. Aufgrund seiner Erfahrung in Glasgow mit seinen Slums und der radikalen Arbeiterbewegung, die als Red Clydeside bekannt wurde, entwickelte er deutliche Kritik an der „Schottischen Renaissance“, einer literarischen Bewegung des 20. Jahrhunderts, als deren Teil er sich verstand, weil sie die städtischen Probleme und die schrecklichen Wohnverhältnisse in den Slums von Glasgow ignorierte.
Im Jahr 1919 verpflichtete sich Mitchell in der Royal Air Force. Er arbeitete als Verwaltungsangestellter und Schreibkraft und war im Mittleren Osten und in Ägypten stationiert, wo sein Interesse an alten Kulturen und diffusionistischen Theorien der Kulturentwicklung geweckt wurde. Bereits während seiner Zeit in der Armee verfasste er Kurzgeschichten und Romane über Entdeckungen und Entdecker. Dabei verwendete Mitchell meistens das Pseudonym Lewis Grassic Gibbon, abgeleitet von dem Familiennamen seiner Mutter Lellias Grassic Gibbon. Im Jahr 1928 quittierte er den ungeliebten Dienst und zog nach Welwyn Garden City, um sich ganz dem Schreiben zu widmen.
1925 heiratete er Rebecca Middleton (1901–1978) und hatte mit ihr eine Tochter, die spätere Juristin Rhea Martin (1930–2014). Mitchell starb 1935, eine Woche vor seinem 34. Geburtstag, unerwartet an einer Sepsis. In Arbuthnott, dem Ort seiner Kindheit, wurde ihm zu Ehren 1991 das Lewis Grassic Gibbon Centre eingerichtet.

## Hauptwerk

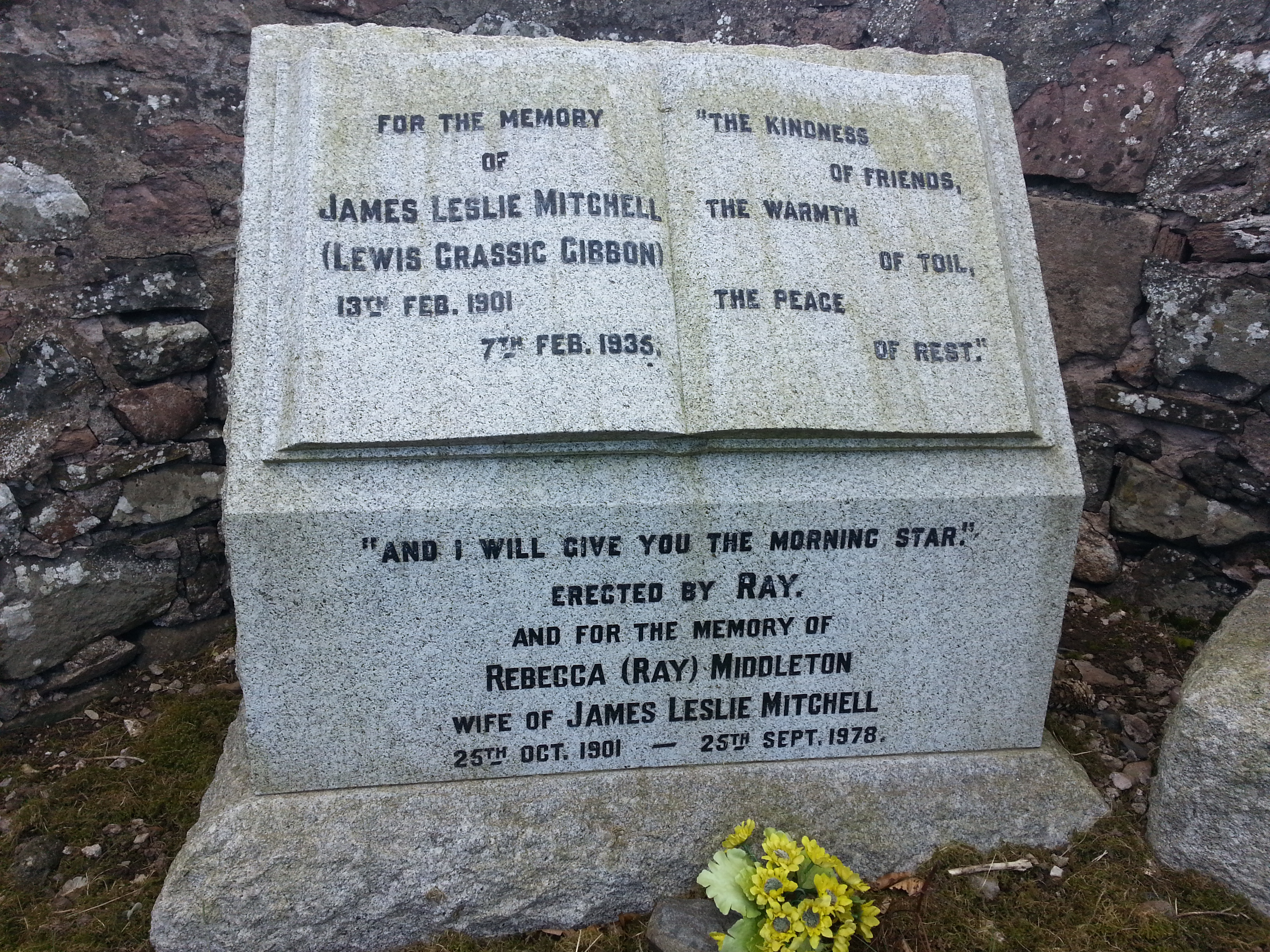
Gedenktafel für Gibbon in seinem Kindheitsdorf Arbuthnott

Sein vielleicht bedeutendstes Werk ist die Roman-Trilogie A Scots Quair, dt. Ein schottisches Buch. Der BBC bezeichnete es als klassisches Werk der schottischen Literatur. Laut Esther Kinsky gilt der erste Band Sunset Song als „der schottische Roman schlechthin“. Themen des Romans sind das materielle und moralische Elend der kleinen Landgemeinden im Nordosten Schottlands, die Rolle der Frauen, die Verrohung der aus dem Weltkrieg Zurückgekehrten und die Folgen der Modernisierung für das traditionelle Leben der Bauern.
Die Popularität von Sunset Song hält bis heute an: Mitchells Roman wurde 2016 in der Love to Read-Kampagne zum Lieblingsbuch der Schotten gewählt. 2015 entstand die Kinoverfilmung Sunset Song unter Regie von Terence Davies mit Agyness Deyn.

## Werke
- Hanno: or the Future of Exploration (1928)
- Stained Radiance: A Fictionist's Prelude (1930)
- The Thirteenth Disciple (1931)
- The Calends of Cairo (1931)
- Three Go Back (1932)
- The Lost Trumpet (1932)
- Sunset Song (1932), das erste Buch der Trilogie A Scots Quair

Dt.: Ein schottisches Buch, Bd. 1: Der lange Weg durchs Ginstermoor, Verlag Volk und Welt 1970
Neuübersetzung Lied vom Abendrot, aus dem schottischen Englisch von Esther Kinsky, Guggolz Verlag 2018, ISBN 978-3-945370-15-5
- Persian Dawns, Egyptian Nights (1932)
- Image and Superscription (1933)
- Cloud Howe (1933), das zweite Buch der Trilogie A Scots Quair

Dt.: Ein schottisches Buch, Bd. 2: Wolken über der Ebene, Verlag Volk und Welt 1972, ISBN 3-353-00051-8
Neuübersetzung Wind und Wolkenlicht, aus dem schottischen Englisch von Esther Kinsky, Guggolz Verlag 2021, ISBN 978-3-945370-32-2
- Spartacus (1933) (Dt.: Spartakus, Laika Verlag: Hamburg 2017)
- Niger: The Life of Mungo Park (1934)
- The Conquest of the Maya (1934)
- Gay Hunter (1934)
- Scottish Scene Or The Intelligent Man’s Guide To Albyn (1934), gemeinsam mit Hugh MacDiarmid

Dt.: Szenen aus Schottland, aus dem Englischen und mit Nachwort von Esther Kinsky, Guggolz Verlag 2016
- Grey Granite (1934), das dritte Buch der Trilogie A Scots Quair

Dt.: Ein schottisches Buch, Bd. 3: Flamme in grauem Granit, Verlag Volk und Welt 1974
- Nine Against the Unknown (1934)
- The Speak of the Mearns (1982), postum veröffentlicht